# Aonidiella tinerfensis
Aonidiella tinerfensis (лат.) — вид полужесткокрылых насекомых-кокцид рода Aonidiella из семейства щитовки (Diaspididae).

## Распространение
Западная Европа: Португалия и Канарские острова.

## Описание
Мелкие плоские щитовки (диаметр самок около 2 мм; длина самцов 1,3 — 1,5 мм), форма тела округлая или субокруглая; основная окраска от белой до коричнево-красной.
Питаются соками таких однодольных растений, как драконово дерево (Dracaena draco) из семейства Лилейные (Liliaceae). Вид был впервые описан в 1911 году немецким энтомологом Карлом Линдингером (Karl Hermann Leonhard Lindinger, 1879—1956) как Aspidiotus tinerfensis Lindinger, 1911.
Таксон Aonidiella tinerfensis включён в состав рода Acutaspis вместе с таксонами A. aurantii, A. comperei, A. araucariae, A. orientalis, A. taxus, A. tectaria, A. tsugae, A. eugeniae, A. pini, A. rex, A. yehudithae.